# Comes Africae

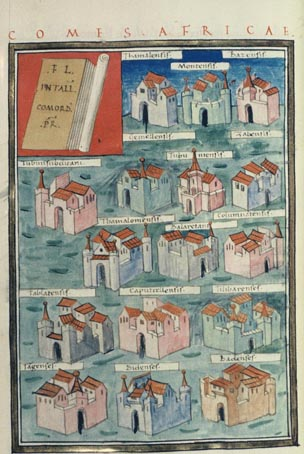
Ciudades bajo la responsabilidad del comes Africae, de un manuscrito de la Notitia dignitatum.

En la época final del Imperio romano, el comes Africae era el comandante de las tropas comitatenses y limitanei en la diócesis de África. Sus superiores directos eran, en tiempos de la Notitia dignitatum, alrededor del año 400, el magister peditum para las unidades de infantería y el magister equitum para las de caballería. Supervisaba, además, la actuación del dux limitis Mauretaniae Caesariensis y el dux provinciae Tripolitanae.

## Unidades a su cargo
Comandaba doce unidades (o destacamentos) de infantería y diecinueve de caballería, conforme indica la Notitia dignitatumː 
- Una de auxilia palatina (infantería): Celtae iuniores;
- Tres legiones palatinae (infantería): armigeri propugnatores seniores, armigeri propugnatores iuniores, Cimbriani;
- Ocho legiones comitatenses (infantería): secundani Italiciani, primani, secundani, tertiani, Constantiniani, Constantiaci, tertio Augustani, Fortenses;
- Diecinueve vexillationes comitatensis (caballería): equites stablesiani Italiciani, equites scutarii seniores, equites stablesiani seniores, equites Marcomanni, equites sagittari clibanarii, equites sagittarii Parthi seniores, equites armigeri seniores, equites armigeri iuniores, equites cetrati seniores, equites primo sagittarii, equites secundo sagittarii, equites tertio sagittarii, equites quarto sagittarii, equites Parthi sagittarii iuniores, equites cetrati iuniores, equites promoti iuniores, equites sagittarii iuniores, equites Honoriani iuniores, equites scutarii iuniores scolae secundae.

A estas unidades de comitatenses se sumaban otras dieciséis de limitaneiː
- Praepositus limitis Thamallensis, praepositus limitis Montensis in castris Leptitanis, praepositus limitis Bazensis, praepositus limitis Gemellensis, praepositus limitis Tubuniensis, praepositus limitis Zabensis, praepositus limitis Tubusubditani, praepositus limitis Thamallomensis, praepositus limitis Balaretensis, praepositus limitis Columnatensis, praepositus limitis Tablatensis, praepositus limitis Caputcellensis, praepositus limitis Secundaeforum in castris Tillibanensibus, praepositus limitis Taugensis, praepositus limitis Bidensis, praepositus limitis Badensis.

## Comites Africae
- Graciano el Viejo, comienzo de los años 320.
- Cayo Annio Tiberiano 325-327.[1]
- Romano 364-circa 373.
- Gildo 393-398.
- Flavio Gaudencio 399.
- Batanario 401-408.
- ¿Juan? 408.
- Heracliano 408 (o 409, si en el 408 estaba Juan en el cargo)-412.
- Constante 409-410 (designado por el usurpador Prisco Átalo).